# Piève Saint-Michel-Archange de Metelliano
La piève Saint-Michel-Archange (italien : pieve di San Michele Arcangelo) est un édifice religieux situé sur la commune de Cortona en province d'Arezzo.

## Description
Datée du XIe siècle, elle est à trois nefs séparée par des pilastres alternés de colonnettes à section polygonales. Derrière le chœur, son extrémité se termine une abside entourée de deux absidioles semi-circulaires. Le toit est composé d'une ferme de bois et d'un système de voûtes en berceau qui précède les absides et se répète à l'entrée. Sont conservés aussi de nombreux fragments sculptés (ciboire, pilastres et parapets) du début du IXe siècle.
La façade à pignons très simple, conserve un portail suspendu entouré de deux minces baies ébrasées; plus riche est la partie absidiale où les trois absides sont séparées par des lésènes dont le matériel utilisé est un réemploi de provenance d'époque romaine. La lunette des deux entrées présente également une décoration sculptée du haut Moyen Âge.